# Schönberg am Kamp
Pour les articles homonymes, voir Schönberg.
Schönberg am Kamp est une commune autrichienne du district de Krems en Basse-Autriche.